# Igreja de São Lourenço
Igreja de São Lourenço är en kyrkobyggnad i Macao. Den är belägen i stadens historiska centrum, som är upptaget på Unescos världsarvslista.
Kyrkan byggdes först i trä på 1560-talet, men byggdes om med taipa 1618 och i sten åren 1801–1803. Den renoverades därefter ytterligare under 1800-talet.
Kyrkan, som är ljusgul och vit, ligger i en palmbevuxen trädgård och har två ingångar: en på framsidan ovanför en stor stentrappa och en utsirad grind, och en på baksidan. Den har dubbla torn; det ena fungerade tidigare som kyrkligt fängelse. Taket är belagt med kinesiskt tegel. Innertaket är målat turkost med balkar i vitt och guld, och i taket hänger ljuskronor. Högaltaret har en skulptur av Sankt Laurentius, ovanför vilken en kerub håller en krona. Bakom altaret är ett målat kyrkofönster med en fredsduva.